# Kościół św. Andrzeja Boboli w Piaseczniku
Kościół św. Andrzeja Boboli w Piaseczniku – katolicki kościół parafialny zlokalizowany we wsi Piasecznik w gminie Choszczno, w powiecie choszczeńskim (województwo zachodniopomorskie).

## Historia i architektura
Kościół zbudowany został w XV wieku. Wzniesiony z kamieni narzutowych, jest prostokątną budowlą salową, krytą dwuspadowym dachem. W szczycie wschodnim umieszczone są ostrołukowe blendy. Okna, przemurowane w 1872 roku, zakończone są ostrołukowo i osadzone w dwuuskokowych wnękach. Wstawione są w nich witraże. Kościół nie posiada wieży, na zewnątrz ustawiona jest wolnostojąca drewniana dzwonnica, na której zawieszony jest dzwon odlany przez ludwisarza Lutke Rose ze Stargardu z 1517 roku. We wnętrzu kościoła, w zachodniej części nawy, umieszczona jest empora muzyczna. W prezbiterium, oddzielonym od nawy niewielkim podwyższeniem, znajduje się mozaika przedstawiająca św. Andrzeja Bobolę.
Pod koniec II wojny światowej, 18 lutego 1945 roku, kościół został spalony. Odbudowany w 1969 roku, zniszczone elementy konstrukcji uzupełniono z kamienia i cegły. Ściany zewnętrzne zostały otynkowane. Po odbudowie został poświęcony w dniu 16 listopada 1969 roku przez biskupa Ignacego Jeża.